# Dolní Popovská lípa
Dolní Popovská lípa je památný strom v dnes zaniklé vsi Popov u Jáchymova. U cesty stojící lípa velkolistá (Tilia platyphyllos) má měřený obvod kmene 945 cm, ale kmen je pro váhu rostoucích větví rozdělen na dvě samostatné poloviny, mezi kterými lze projít.

## Základní údaje

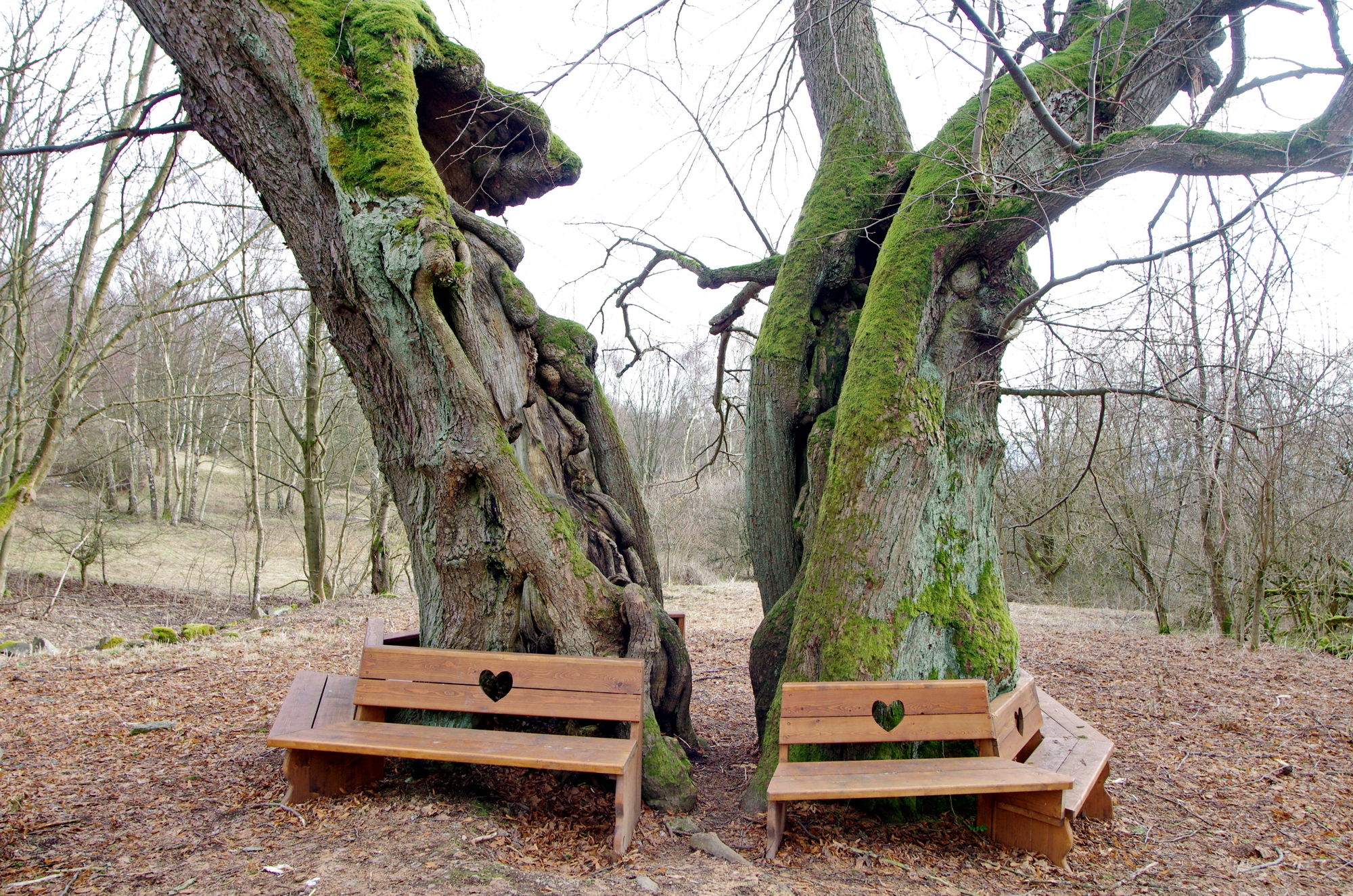
detail kmene - březen 2015

- název: Dolní Popovská lípa
- výška: 20m (1980)[2], 20 m (1994)[1][2], 19,5 m (1998)[3], 20,5 m (2004)[4]
- obvod: 952 cm (1980)[1][2], 995 cm (1994)[2], 807 cm (1998)[3], 943 cm (2004)[4]
- věk: asi 400 let[3], 600 let (označení v místě)[2]
- zdravotní stav: 4 (1980)[2], 4 (1998)[2]
- sanace: 2002[3]

## Stav stromu a údržba
Lípa má dutý kmen rozdělený na dvě části. Aby nedocházelo k udusávání půdy v dutině, byl mezi nimi zbudován speciální chodníček. Hlavní větve jsou vykotlané. Roku 2002 bylo provedeno konzervační ošetření lípy financované z prostředků Programu péče o krajinu ministerstva životního prostředí.

## Historie a pověsti
Lípa původně rostla u hostince, její kmen byl lemován lavicí a ověšen svatými obrázky.
Vesnice Popov, kde památná lípa roste, patří k obcím vysídleným po druhé světové válce. Protože od té doby zůstala opuštěná, nedochovaly se žádné příběhy ani pověsti, které by se k památným stromům vztahovaly.

## Další zajímavosti
Dolní Popovské lípě byl věnován prostor v televizním pořadu Paměť stromů, konkrétně v dílu č. 15: Stromy s NEJ.

## Památné a významné stromy v okolí
- Horní Popovská lípa
- Popovský jasan
- Popovská bříza